# Pavel din Eghina
Pavel din Eghina (625? - 690?) a fost medic bizantin, cunoscut pentru redactarea unei celebre enciclopedii medicale.

## Viața
S-a născut în insula greacă Eghina.
A profesat ca medic în Alexandria cu puțin înainte ca aceasta să fie cucerită de arabi (642). A rămas aici, fiind apreciat și ocrotit de noi stăpâni musulmani.

## Contribuții
Pavel din Eghina era un chirurg dotat cu o mare îndemânare și ingeniozitate, efectuând intervenții grele și complicate legate de: cancer, hernie inghinală, litiază urinară, extirparea amigdalelor, polipilor nazali. Recomandă soluții moderne pentru acea vreme: abținerea de la orice intervenție în cazul cancerului uterin, extirparea și nu cauterizarea cancerului sânului, iar operația de hernie, pe care a preconizat-o, s-a aplicat până în secolul al XVII-lea.
Se pare că Pavel din Eghina a dat cancerului numele care îl poartă și astăzi, după asemănarea prelungirilor tumorii cu ghearele unui rac (cancer).
Marele medic grec s-a ocupat și de strabism, propunând o mască pentru corectarea privirii crucișe, dispozitiv evocat un mileniu mai târziu de către oculistul Georg Bartisch (1535 - 1606).

### Scrieri
Dintre operele sale, traduse la scurt timp în arabă, s-a păstrat până astăzi un tratat în șapte cărți, o compilație, cu multe adaosuri din experiența personală.